# Cerisy-Gailly Military Cemetery
Cerisy-Gailly Military Cemetery is een begraafplaats gelegen in de Franse plaats Cerisy (Somme). De militaire graven worden onderhouden door de Commonwealth War Graves Commission.
De begraafplaats telt 631 geïdentificeerde Gemenebest graven uit de Eerste Wereldoorlog.